# Stade Panthessaliko
Le stade Panthessaliko (en grec moderne : Πανθεσσαλικό Στάδιο) est un stade multifonction de 22 700 places assises pour le sport, situé à Volos en Grèce. 
Principalement utilisé pour le football, il accueille les matches de l'Olympiakos Volos et du Niki Volos, clubs évoluant en 2013-2014 en Football League.

## Histoire
L'enceinte est construit à l'occasion des Jeux olympiques d'été de 2004 et accueille à cette occasion des matches du premier tour du tournoi olympique de football masculin et aussi, des matches du premier tour et un quart de finale du tournoi olympique de football féminin.
La construction débute en 2002 et le 30 mars 2004, le stade est inauguré lors d'une rencontre amicale entre la Grèce olympique et l'Australie olympique. Le premier véritable match international, Grèce-Sénégal, se déroule le 3 mars 2010 devant 10 000 spectateurs. La Grèce s'incline deux buts à zéro.
Le premier match officiel de l'Olympiakos se joue le 12 août 2010 face à l'Ergotelis Héraklion devant 2 450 spectateurs. L'Olympiakos s'incline un but à zéro. La première victoire de l'Olympiakos dans ce stade en match officiel a lieu le 26 septembre 2010 face à l'AEK Athènes. L'Olympiakos s'impose trois buts à un.
Le stade accueille des rencontres européennes de l'AEL Larissa en 2006 et 2007.

## Événements
- Jeux olympiques d'été de 2004
- Finale de la Coupe de Grèce 2006-2007 qui oppose l'AEL Larissa au Panathinaïkos (5 mai 2007)

### Matches des JO 2004 (épreuve masculine)
| Date         | Heure (UTC+1) | Equipe n°1 | Score | Equipe n°2 | Tour     | Spectateurs |
| ------------ | ------------- | ---------- | ----- | ---------- | -------- | ----------- |
| 11 août 2004 | 20.30         | Mali       | 0 – 0 | Mexique    | Groupe A | 10 104      |
| 12 août 2004 | 20.30         | Ghana      | 2 – 2 | Italie     | Groupe B | 7 012       |
| 15 août 2004 | 20.30         | Japon      | 2 – 3 | Italie     | Groupe B | 9 487       |
| 17 août 2004 | 20.30         | Grèce      | 2 – 3 | Mexique    | Groupe A | 21 597      |
| 18 août 2004 | 20.30         | Japon      | 1 – 0 | Ghana      | Groupe B | 6 813       |

### Matches des JO 2004 (épreuve féminine)
| Date         | Heure (UTC+1) | Equipe n°1 | Score | Equipe n°2 | Tour             | Spectateurs |
| ------------ | ------------- | ---------- | ----- | ---------- | ---------------- | ----------- |
| 11 août 2004 | 18.00         | Suède      | 0 – 1 | Japon      | Groupe E         | 10 104      |
| 17 août 2004 | 18.00         | Suède      | 2 – 1 | Nigeria    | Groupe E         | 21 597      |
| 20 août 2004 | 21.00         | Suède      | 2 – 1 | Australie  | Quarts de finale | 4 811       |